# Proun
(El Lissitzky nel 1922)
Per Proun (termine derivante da "Pro-Unovis", da pronunciarsi pro-oon, e che significa "per la scuola della nuova arte"), l'architetto El Lissitzky intendeva un nuovo ambito artistico intermedio fra architettura e pittura. Con lo stesso termine Lissitzky indicava anche una serie di suoi quadri astratti e geometrici, il cui significato non ci è mai stato interamente rivelato (è collegato al movimento del suprematismo di Kazimir Malevič). 
Le opere sono concepite dall'artista non esclusivamente come dipinti, ma come “stazioni di transito dalla pittura all'architettura” e realizzate soprattutto durante la permanenza a Vicebsk dell'autore (tra il 1919 e il 1920). 
Durante questo periodo, Lissitzky sviluppa uno stile suprematista fatto di astrazione, forme geometriche, assi multipli, diverse e multiple prospettive, oltre ad elementi "proekt unovisa" (tipicamente utilizzate dal gruppo UNOVIS) oppure "proekt utverzhdenya novogo" (forme nuove della tradizione avanguardista russa). I proun evolsero poi da quadri e litografie bidimensionali a vere e proprie "sculture" tridimensionali.
Molti sono i simboli e i riferimenti all'ebraismo (era solito attaccare delle lettere scritte in carattere ebraico sui quadri).
El Lissitzky in linea con l'energia propulsiva delle avanguardie russe, riesce a tradurre, con il suo lavoro, l'anelito verso un'arte che sia “esperienza della totalità”.